# Ossancora eigenmanni
Ossancora eigenmanni, denominada comúnmente armado, es una especie del género de peces de agua dulce Ossancora, de la familia Doradidae en el orden Siluriformes. Esta especie habita en aguas templado-cálidas y cálidas de América del Sur. La mayor longitud que alcanza ronda los 10 cm.

## Distribución
Este género se encuentra en ríos de aguas tropicales y subtropicales del norte y centro de América del Sur, desde la cuenca amazónica del Brasil hasta la cuenca del río Paraguay y la del Paraná pertenecientes a la cuenca del Plata, en Bolivia, el Paraguay y el nordeste de la Argentina.

## Taxonomía
Este género fue descrito originalmente en el año 1895 por el biólogo belga-inglés George Albert Boulenger.